# Renaissance World Tour
Renaissance World Tour – dziewiąta trasa koncertowa amerykańskiej piosenkarki Beyoncé w ramach promocji jej siódmego albumu studyjnego, Renaissance (2022), która rozpoczęła się dnia 10 maja 2023 w Sztokholmie, a zakończyła się 1 października 2023 w Kansas City.

## Organizacja i sprzedaż
1 lutego 2023 Beyoncé poinformowała, że w maju wyruszy w swoją dziewiątą trasę koncertową, która będzie obejmowała stadionowe występy w Europie i Ameryce Północnej. Sprzedaż biletów dystrybuowana była przez firmę Ticketmaster, a na terenie polski w ogólnym charakterze rozpoczęła się 7 lutego. Próby do występów odbyły się w kwietniu 2023 na stadionie Paris La Défense Arena.
Sprzedaż biletów stała się ogromnym sukcesem. Już podczas przedsprzedaży strony dystrybucyjne miały awarię we Francji, Anglii, Szwecji i Polsce. Koncerty Beyoncé w Paryżu i Marsylii wyprzedały się w ciągu kilku minut. Według Ticketmaster popyt na bilety przekroczył liczbę dostępnych biletów o ponad 800% w Toronto, Chicago, East Rutherford, Summerfield, Atlancie, Inglewood i Houston. Skutkiem takowych sytuacji było zwiększenie liczby koncertów m.in. w Polsce i Anglii.

## Kompozycja
Podczas show, Beyoncé używa strojów autorstwa: Alexandera McQueena, firmy Roksanda, Paca Rabanna, Michaela Korsa, Brandona Blackwooda, Davida Koma, firmy Tiffany & Co, Thierra Muglera, firmy Loewe, marki Coperni oraz Andréa Courrègesa. Pianistką podczas koncertów jest Emily Bear, laureatka nagrody Grammy w kategorii Najlepszy musical teatralny za album Unofficial Bridgerton Musical. Dodatkowo na scenie w roli tancerki parokrotnie pojawiła się Blue Ivy, córka Beyoncé.
Projektowania sceny i scenografii zajęło 18 miesięcy. Inscenizacja składa się z dwóch osobnych scen połączonych szeroką rampą: sceny A z wnęką w kształcie koła pośrodku gigantycznego, płaskiego ekranu; podczas gdy scena B jest podzielona na okrężną konstrukcję otaczającą tak zwaną sekcję VIP „Club Renaissance”. Show zaczyna się od ballad, a następnie przechodzi w nastrój disco oraz R&B.

## Opis koncertu

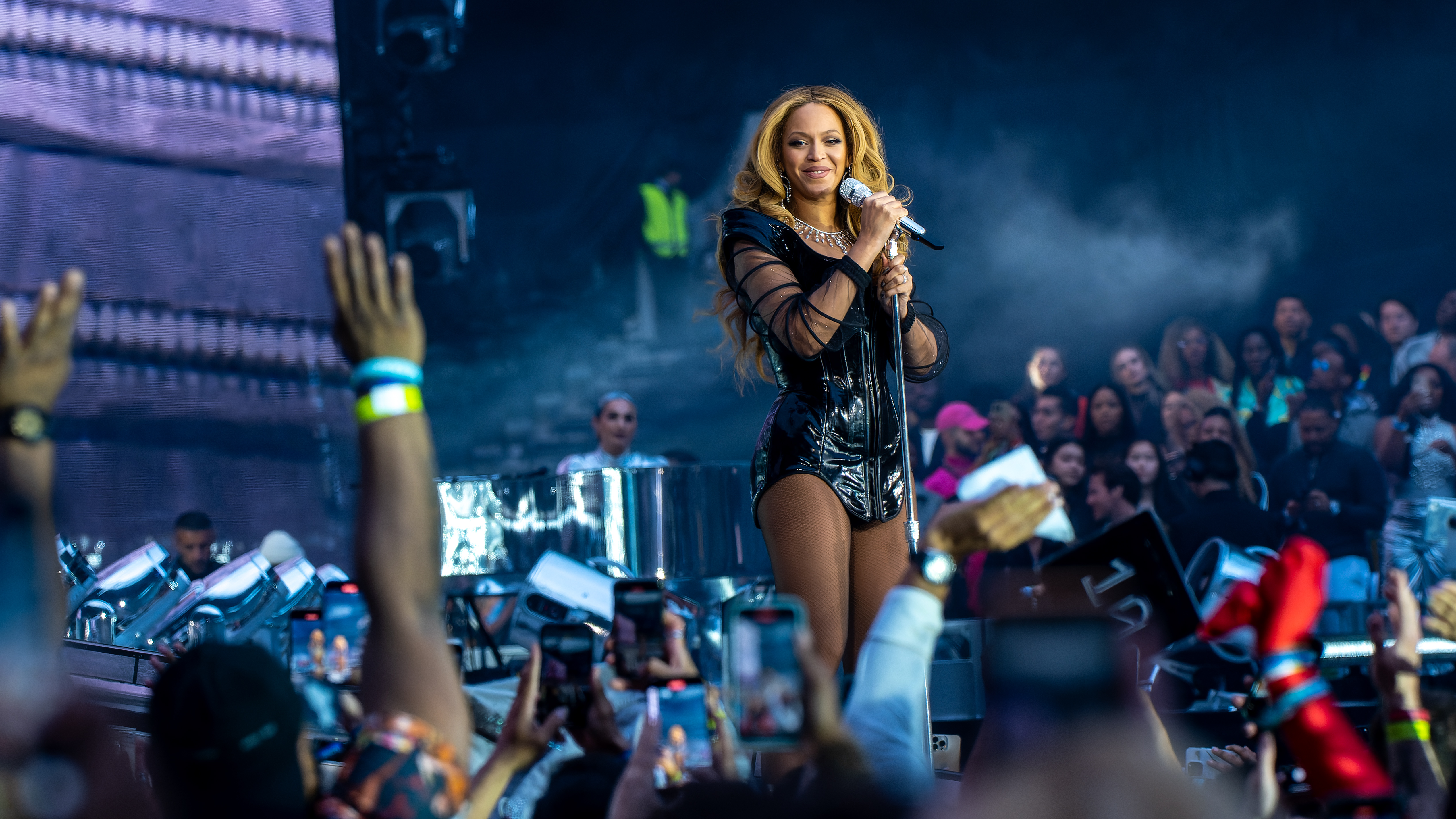
Beyoncé rozpoczynająca koncert w Londynie

Wydarzenie trwa ponad dwie i pół godziny i jest podzielone na siedem aktów. Przed rozpoczęciem show na ekranie wyświetlona jest tęczowa flaga w stylu SMPTE color bars, a w momencie przebierania się Beyoncé, wyświetlane są klipy wideo z teledysków Beyoncé i przerywniki z poprzednich tras koncertowych, a także nowe wizualizacje nakręcone specjalnie na potrzeby trasy oraz niewydane teledyski do albumu towarzyszącego. Dodatkowo między aktami publiczność może oglądać specjalne występy tancerzy oraz chórzystek.
Akt rozpoczynający składa się z ballad R&B, które wykonuje wraz z chórkiem oraz przy oprawie muzycznej. Całość zaczyna się od wizualizacji błękitnych chmur, po czym Beyoncé zaczyna śpiewać utwór „Dangerously in Love 2”, a następnie wita publiczność i wykonuje utwór „Flaws and All”. Piosenkę „1+1” i „I'm Going Down” Beyoncé wykonuje siedząc na pianinie, na którym gra Emily Bear. Ostatnimi piosenkami w tym akcie są utwory - „I Care” i „River Deep – Mountain High”; które są wykonywane na środku sceny.

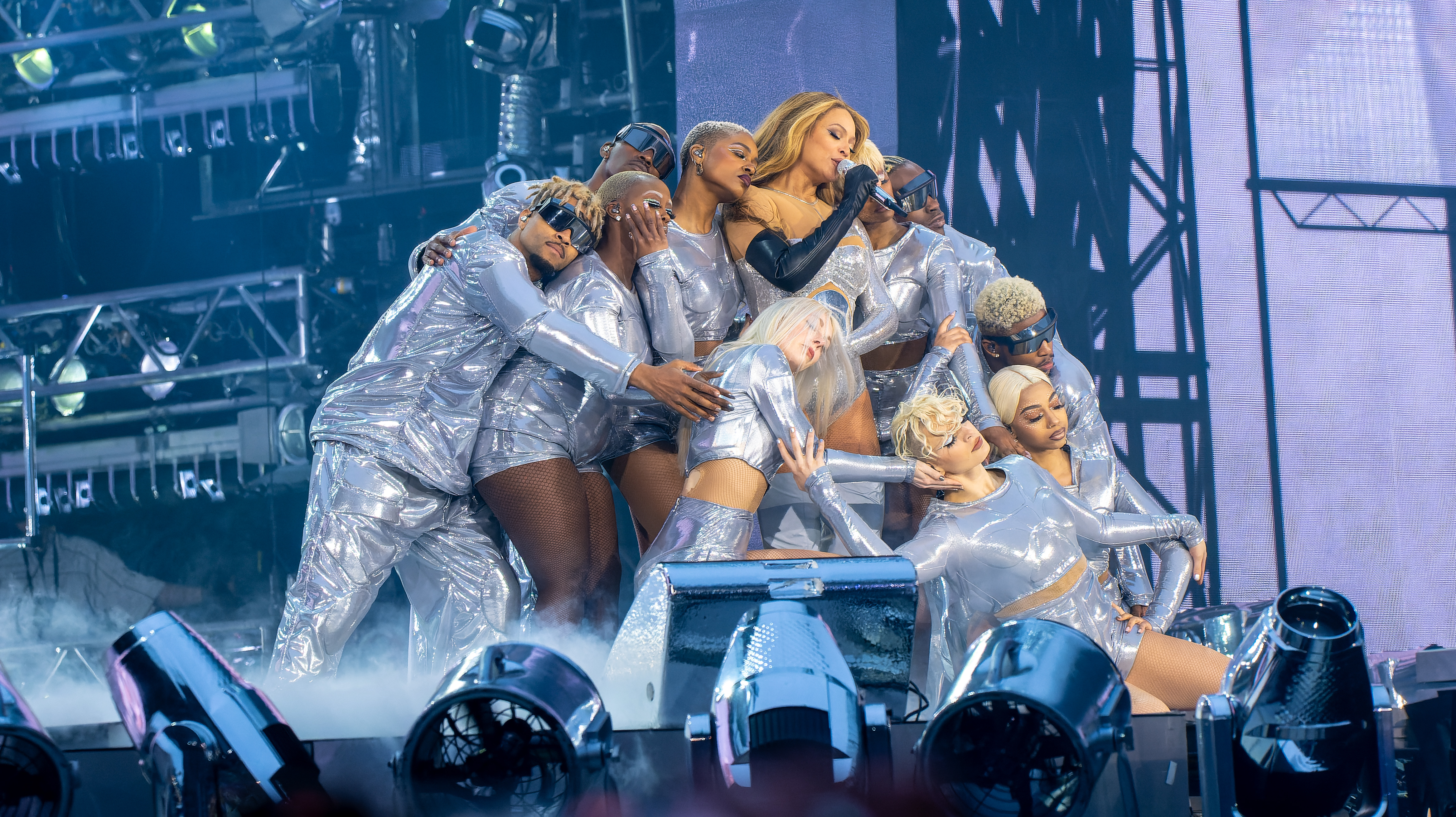
Beyoncé wykonująca „Alien Superstar”

Akt drugi zatytułowany „Renaissance” zaczyna się od wizualizacji przypominającej film science fiction Metropolis Fritza Langa. Beyoncé wykonuje pierwszy utwór z „Renaissance”, „I'm That Girl”. Następnie Beyoncé wykonuje „Cozy” z dwoma mechanicznymi ramionami trzymającymi srebrne ramki, które wchodzą w interakcję z nią podczas tańca. Następnie wykonuje „Alien Superstar” z elementami „Sweet Dreams”, po czym śpiewa „Lift Off”. Ten akt kończy się występem duetu bliźniaków Les Twins, którzy tańczą do piosenki 7/11.

Akt „Motherboard” zaczyna się od utworu „Cuff It”, który poprzedzony jest wokalnym wstępem Beyoncé, która znajduje się we wnęce głównej sceny. Następnie piosenkarka wraz z tancerzami przemieszcza się ku publiczności i wykonuje „Energy”. Po tym od razu przechodzi do utworu „Break My Soul” podczas którego wspólnie z tancerzami okrąża całą scenę. Akt czwarty „Opulence” zaczyna się od „Formation”, wykonywanego w okrągłych metalicznych kapeluszach, po czym przechodzi do utworu „Diva” i „Run the World (Girls)”. Kolejnym utworem jest „My Power”, podczas którego na scenie parokrotnie pojawiła się wśród tancerzy Blue Ivy. Następnie Beyoncé wyjeżdża na scenę na srebrnym czołgu, wykonując na nim piosenki „Black Parade”, „Savage” oraz „Partition”.

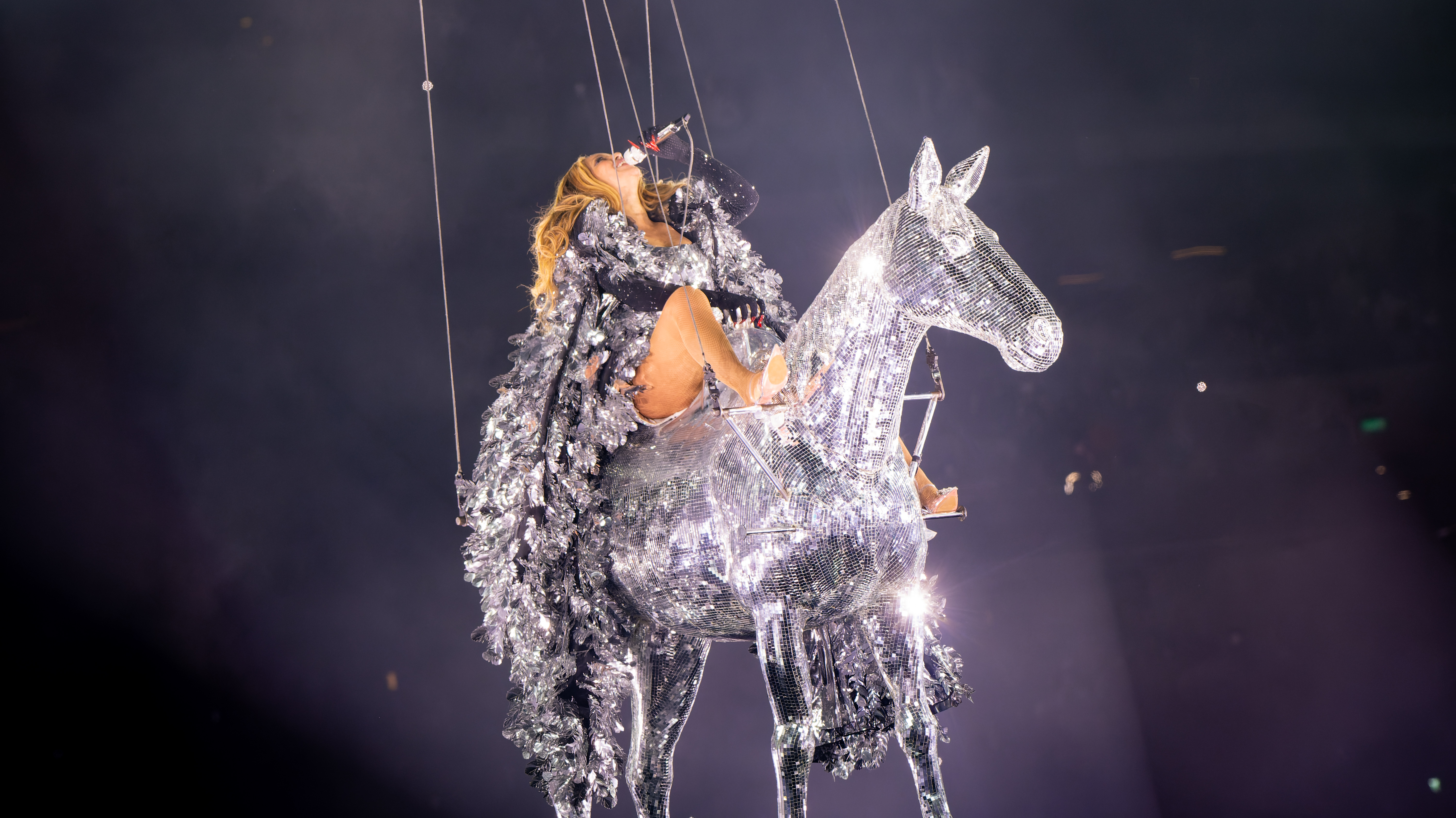
Beyoncé wykonująca „Summer Renaissance” na koniec show

Akt piąty „Anointed” rozpoczyna się od zabarwiona światłem ultrafioletowym całkowicie białej sukni Beyoncé, aby odsłonić wzór witrażu, po czym wykonywane są utwory „Church Girl” „Get Me Bodied” i „Before I Let Go”. Następnie Beyoncé wykonuje utwory „Rather Die Young” oraz „Love on Top” kolejno po lewej i prawej stronie sceny. Podczas „Love on Top” piosenkarka nawiązuje interakcję z publicznością i prosi ich o zaśpiewanie refrenu piosenki samodzielnie. Kolejnym utworem z tego aktu jest „Crazy in Love”, po którym Beyoncé zmienia strój, a chórzystki wykonują utwór Diane Ross „Love Hangover”. Beyoncé powraca na scenę i wykonuje utwór „Plastic Off the Sofa” oraz „Virgo’s Groove", znajdując się w muszli umiejscowionej we wnęce głównej sceny. Akt piąty kończy się piosenkami „Move” oraz „Heated”.
W akcie „Mind Control” Beyoncé odziana jest w strój pszczoły Thierry’ego Muglera, stoi nad biurkiem symulującym fikcyjny program informacyjny zatytułowany KNTY 4 NEWS i wykonuje utwór „America Has a Problem”. Następnie wykonywany jest utwór „Pure/Honey”, po czym jest przerwa taneczne, w czasie przebierania się piosenkarki. Beyoncé powraca na siódmą część koncertu i wykonuje „Summer Renaissance”, unosząc się nad publicznością początkowo na makiecie przypominającej srebrnego konia, a następnie samodzielnie.

## Odbiór

### Sukces komercyjny

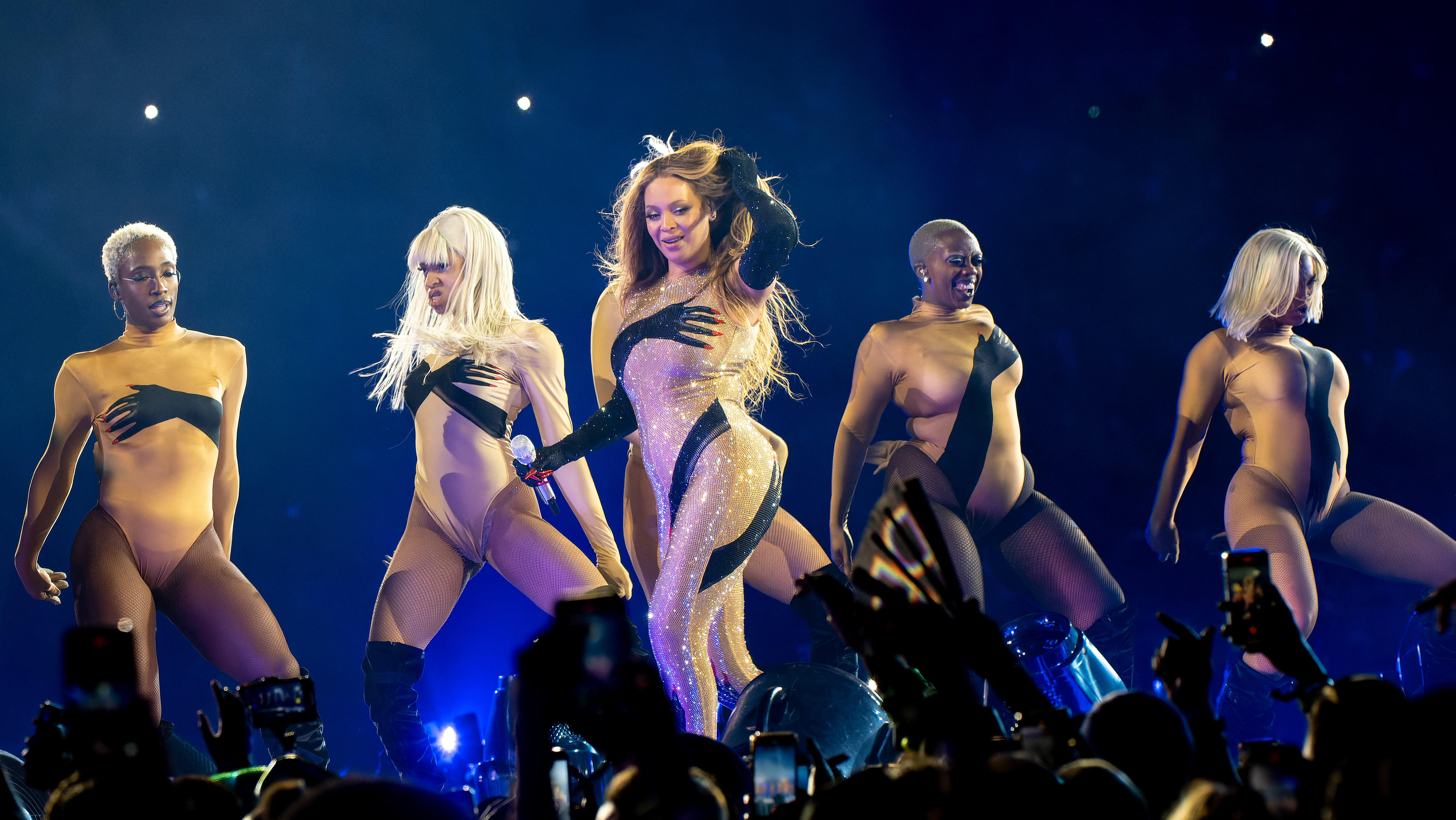
Beyoncé wykonująca utwór „Move” pod koniec aktu piątego

Trasa koncertowa osiągnęła ogromny sukces komercyjny. Pod koniec maja 2023 trasa znalazła się na pierwszym miejscu listy najbardziej dochodowych tras miesiąca z przychodem 67,5 milionów dolarów, po dziewięciu koncertach. W kolejnym miesiącu zajęła drugie miejsce na tej samej liście z przychodem 86,9 milionów dolarów. W sierpniu 2023 Renaissance World Tour powróciła na szczyt listy najbardziej dochodowych tras koncertowych miesiąca, po uzyskaniu dochodu 179,3 milionów dolarów. Według Live Nation Entertainment całościowa frekwencja ze wszystkich koncertów trasy wyniosła 2,77 miliona osób, zaś przychód został oszacowany na 579,8 milionów dolarów. Tournée Beyoncé pobiło rekordy sprzedaży biletów na całym świecie, stając się ósmą najbardziej dochodową trasą koncertową wszech czasów, drugą najbardziej dochodową trasą koncertową kobiety i najbardziej dochodową trasą czarnoskórego artysty.

### Reakcje krytyków

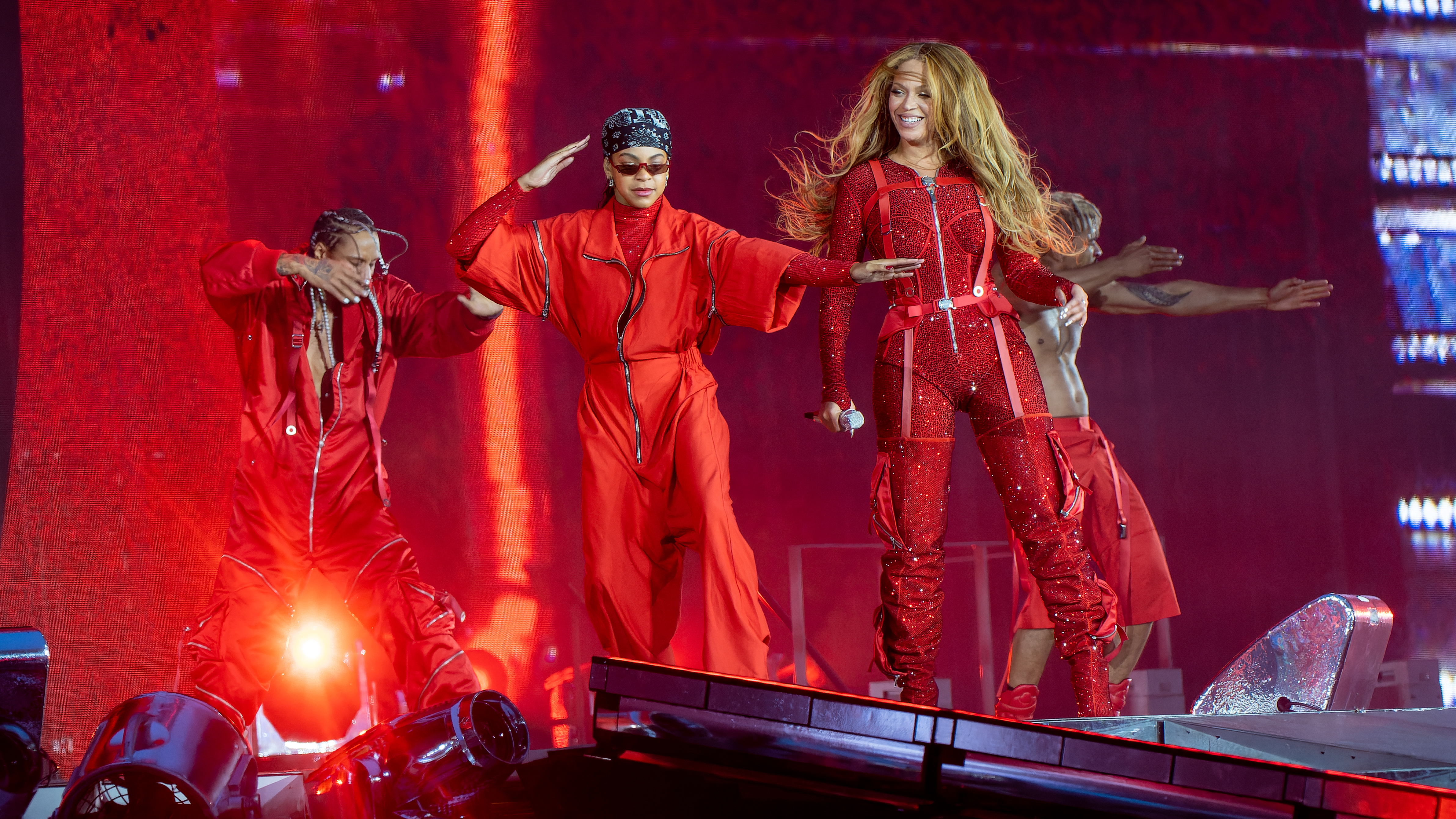
Beyoncé z Blue Ivy Carter podczas jednego z koncertów

Renaissance World Tour otrzymała bardzo pozytywne recenzje krytyków. W pięciogwiazdkowej recenzji dla The Guardian Malcolm Jack określił tę trasę jako „największy popowy koncert na Ziemi”. Neil McCormick, główny krytyk muzyczny The Telegraph, również przyznał programowi 5 z 5 gwiazdek, zauważając, że „Widzieliśmy wiele multimedialnych ekstrawagancji rockowych i najnowocześniejszych popowych widowisk, ale to było coś innego: jednocześnie chwaląc „absurdalnie potężny śpiew” Beyoncé.
Brittany Spanos z Rolling Stone opisała to jako „pokaz jedyny w swoim rodzaju”, chwaląc występ wokalny Beyoncé i interakcję z tłumem. W recenzji dla Evening Standard Emma Loffhagen napisała, że trasa przesuwa „granice technologii występów XXI wieku”, dzięki innowacjom, w tym sukni zmieniającej kolor wrażliwej na promieniowanie UV, latającego konia z cekinami i robotycznych ramion. Opisując to jako „jeden z najbardziej niesamowitych występów na żywo w niedawnej pamięci”, Alexis Jackson z Refinery29 pochwalił „olśniewającą wizualnie” i „dopracowaną” scenografię trasy.

### Wpływ

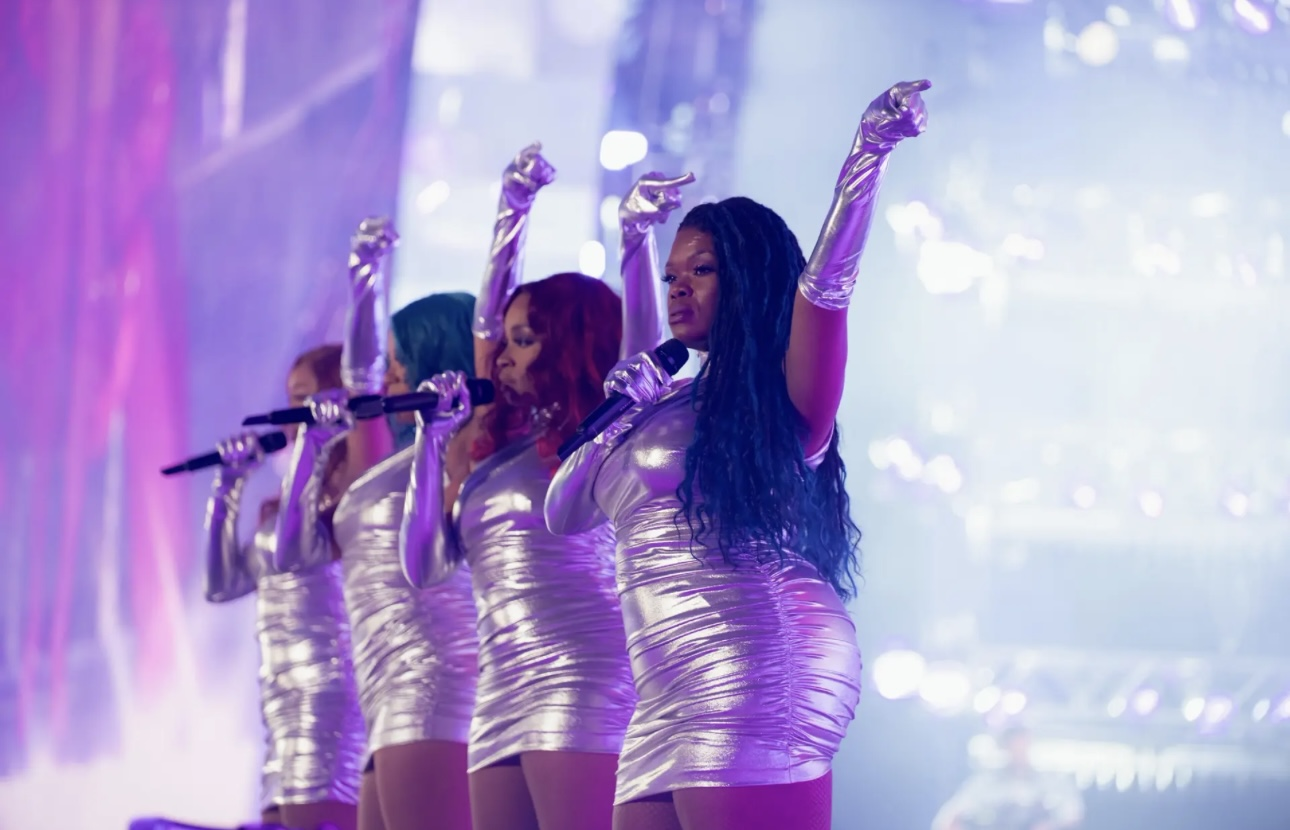
Chórzystki występujące podczas trasy koncertowej

Renaissance World Tour wywarła znaczący wpływ medialny i została opisana przez krytyków jako zjawisko kulturowe. W artykule dla Yahoo News Zayna Allen napisała, że „jest to trasa, która przejdzie do historii”. Dziennikarka magazynu Grazia, Aaliyah Harry, napisała, że trasa ta „zapoczątkowała ruch kulturalny”, wspierając i podnosząc poziom społeczności LGBTQ+ oraz tworząc trendy w modzie. Według Boardroom trasa wywarła znaczący wpływ na modę. Inspirowane dyskoteką metaliczne stroje stały się częstym ubiorem uczestników koncertów, co sprawiło, że srebro stało się panującym trendem w modzie na sezon wiosna/lato 2023. Metaliczny ubiór miały na sobie podczas koncertów osoby znane publicznie m.in. wiceprezydent USA Kamala Harris, książę Harry i księżna Meghan, Diana Ross, Katy Perry, Lizzo, Zendaya i Kim Kardashian.
Gubernatorzy stanów Minnesota, New Jersey oraz Maryland i burmistrzowie miast Minneapolis, Atlanty oraz St. Louis; oficjalnie nazwali dni odbywania się koncertów na terenie miast lub stanów „Beyoncé Day”, bądź  „Queen Bey Day”. Dodatkowo Beyoncé na dzień koncertu w mieście Santa Clara otrzymała tytuł honorowego burmistrzem oraz klucze do miasta.

## Film
30 września gazeta Variety opublikowała artykuł, w którym poinformowali, że najprawdopodobniej podczas trasy nagrany został film, który będzie dystrybuowany w kinach. Po zakończeniu ostatniego koncertu w ramach trasy koncertowej na ekranach wyświetlony został zwiastun filmu dokumentalnego Renaissance: A Film by Beyoncé. W Polsce sprzedaż biletów ruszyła 9 października 2023. Premiera filmu odbyła się 25 października 2023 w Stanach Zjednoczonych, a 30 października odbędzie się europejska premiera w Londynie. Globalnie film został dystrybuowany w kinach od 1 grudnia 2023. W dniu globalnej premiery na muzyczne platformy strumieniowe bez wcześniejszej zapowiedzi udostępniony został utwór piosenkarki pt. „My House”.

## Lista utworów
Źródła:

 Opening Act
1. „Dangerously in Love 2”
2. „Flaws and All”
3. „1+1/I'm Going Down”
4. „I Care”
5. „River Deep – Mountain High”

Renaissance
1. „I'm That Girl” (z elementami „Apeshit”)
2. „Cozy” (z elementami „Feels Like”)
3. „Alien Superstar ” (z elementami „Sweet Dreams)”
4. „Lift Off”

Motherboard
1. „Cuff It" / „Cuff It (Wetter Remix)” (z elementami „A Night to Remember” oraz „Love You Down”)
2. „Energy” (z elementami „End of Time” i „Countdown”)
3. „Break My Soul” / „Break My Soul (The Queens Remix)” (z elementami „Shake Your Body (Down to the Ground)”)

Opulence
1. „Formation”
2. „Diva ” (z elementami „Just Wanna Rock”)
3. „Run the World (Girls)”
4. „My Power” (z elementami „Alright ”)
5. „Black Parade”
6. „Savage Remix”
7. „Partition”

Anointed
1. „Church Girl”
2. „Get Me Bodied”
3. „Before I Let Go” (z elementami „Freakum Dress”)
4. „Rather Die Young”
5. „Love on Top” (z elementami „I Want You Back”)
6. „Crazy in Love” (z elementami „Freedom”, „Work It Out” i „Green Light”)
7. „Plastic Off the Sofa”
8. „Virgo’s Groove" / „Naughty Girl” (z elementami „Dance for You”, „Cater 2 U”, „Say My Name”, „Signs” i „Speechless” )
9. „Move” (z elementami „Move Ya Body”)
10. „Heated”

Mind Control
1. „America Has a Problem”
2. „Pure/Honey” (z elementami „Blow”)

Encore
1. „Summer Renaissance”

## Lista koncertów
Na podstawie źródła:
| Data                | Miasto          | Kraj              | Obiekt                           | Bilety sprzedane/ dostępne | Dochód w $  |
| ------------------- | --------------- | ----------------- | -------------------------------- | -------------------------- | ----------- |
| 10 maja 2023        | Sztokholm       | Szwecja           | Friends Arena                    | 90 169 / 90 169            | 10 825 038  |
| 11 maja 2023        | Sztokholm       | Szwecja           | Friends Arena                    | 90 169 / 90 169            | 10 825 038  |
| 14 maja 2023        | Bruksela        | Belgia            | King Baudouin Stadium            | 53 062 / 53 062            | 7 193 042   |
| 17 maja 2023        | Cardiff         | Walia             | Principality Stadium             | 52 756 / 52 756            | 7 426 645   |
| 20 maja 2023        | Edynburg        | Szkocja           | BT Murrayfield Stadium           | 55 834 / 55 834            | 8 485 139   |
| 23 maja 2023        | Sunderland      | Anglia            | Stadium of Light                 | 44 790 / 44 790            | 6 727 118   |
| 26 maja 2023        | Paryż           | Francja           | Stade de France                  | 68 624 / 68 624            | 10 081 566  |
| 29 maja 2023        | Londyn          | Anglia            | Tottenham Hotspur Stadium        | 240 330 / 240 330          | 42 109 921  |
| 30 maja 2023        | Londyn          | Anglia            | Tottenham Hotspur Stadium        | 240 330 / 240 330          | 42 109 921  |
| 1 czerwca 2023      | Londyn          | Anglia            | Tottenham Hotspur Stadium        | 240 330 / 240 330          | 42 109 921  |
| 3 czerwca 2023      | Londyn          | Anglia            | Tottenham Hotspur Stadium        | 240 330 / 240 330          | 42 109 921  |
| 4 czerwca 2023      | Londyn          | Anglia            | Tottenham Hotspur Stadium        | 240 330 / 240 330          | 42 109 921  |
| 8 czerwca 2023      | Barcelona       | Hiszpania         | Estadi Olímpic Lluís Companys    | 52 889 / 52 889            | 7 395 529   |
| 11 czerwca 2023     | Marsylia        | Francja           | Orange Vélodrome                 | 56 352 / 56 352            | 7 769 010   |
| 15 czerwca 2023     | Kolonia         | Niemcy            | RheinEnergieStadion              | 41 166 / 41 166            | 5 952 252   |
| 17 czerwca 2023     | Amsterdam       | Holandia          | Johan Cruyff Arena               | 97 657 / 97 657            | 14 221 976  |
| 18 czerwca 2023     | Amsterdam       | Holandia          | Johan Cruyff Arena               | 97 657 / 97 657            | 14 221 976  |
| 21 czerwca 2023     | Hamburg         | Niemcy            | Volksparkstadion                 | 43 335 / 43 335            | 6 305 062   |
| 24 czerwca 2023     | Frankfurt       | Niemcy            | Deutsche Bank Park               | 42 280 / 42 280            | 6 595 823   |
| 27 czerwca 2023     | Warszawa        | Polska            | PGE Narodowy                     | 108 141 / 108 141          | 13 269 598  |
| 28 czerwca 2023     | Warszawa        | Polska            | PGE Narodowy                     | 108 141 / 108 141          | 13 269 598  |
| 8 lipca 2023        | Toronto         | Kanada            | Rogers Centre                    | 76 578 / 76 578            | 18 297 928  |
| 9 lipca 2023        | Toronto         | Kanada            | Rogers Centre                    | 76 578 / 76 578            | 18 297 928  |
| 12 lipca 2023       | Filadelfia      | Stany Zjednoczone | Lincoln Financial Field          | 52 181 / 52 181            | 11 976 831  |
| 15 lipca 2023       | Nashville       | Stany Zjednoczone | Nissan Stadium                   | 44 742 / 44 742            | 9 412 176   |
| 17 lipca 2023       | Louisville      | Stany Zjednoczone | L&N Federal Credit Union Stadium | 41 818 / 41 818            | 6 450 896   |
| 20 lipca 2023       | Minneapolis     | Stany Zjednoczone | Huntington Bank Stadium          | 39 415 / 39 415            | 8 217 178   |
| 22 lipca 2023       | Chicago         | Stany Zjednoczone | Soldier Field                    | 97 686 / 97 686            | 30 115 863  |
| 23 lipca 2023       | Chicago         | Stany Zjednoczone | Soldier Field                    | 97 686 / 97 686            | 30 115 863  |
| 26 lipca 2023       | Detroit         | Stany Zjednoczone | Ford Field                       | 44 554 / 44 554            | 9 963 756   |
| 29 lipca 2023       | East Rutherford | Stany Zjednoczone | MetLife Stadium                  | 106 056 / 106 056          | 33 082 997  |
| 30 lipca 2023       | East Rutherford | Stany Zjednoczone | MetLife Stadium                  | 106 056 / 106 056          | 33 082 997  |
| 1 sierpnia 2023     | Foxborough      | Stany Zjednoczone | Gillette Stadium                 | 49 740 / 49 740            | 13 801 160  |
| 5 sierpnia 2023     | Waszyngton      | Stany Zjednoczone | FedExField                       | 97 909 / 97 909            | 29 392 299  |
| 6 sierpnia 2023     | Waszyngton      | Stany Zjednoczone | FedExField                       | 97 909 / 97 909            | 29 392 299  |
| 9 sierpnia 2023     | Charlotte       | Stany Zjednoczone | Bank of America Stadium          | 53 612 / 53 612            | 12 227 012  |
| 11 sierpnia 2023    | Atlanta         | Stany Zjednoczone | Mercedes-Benz Stadium            | 156 317 / 156 317          | 39 849 890  |
| 12 sierpnia 2023    | Atlanta         | Stany Zjednoczone | Mercedes-Benz Stadium            | 156 317 / 156 317          | 39 849 890  |
| 14 sierpnia 2023    | Atlanta         | Stany Zjednoczone | Mercedes-Benz Stadium            | 156 317 / 156 317          | 39 849 890  |
| 16 sierpnia 2023    | Tampa           | Stany Zjednoczone | Raymond James Stadium            | 55 408 / 55 408            | 13 158 166  |
| 18 sierpnia 2023    | Miami Gardens   | Stany Zjednoczone | Hard Rock Stadium                | 47 487 / 47 487            | 14 362 704  |
| 21 sierpnia 2023    | St. Louis       | Stany Zjednoczone | The Dome at America’s Center     | 45 836 / 45 836            | 7 064 451   |
| 24 sierpnia 2023    | Glendale        | Stany Zjednoczone | State Farm Stadium               | 54 705 / 54 705            | 8 226 165   |
| 26 sierpnia 2023    | Paradise        | Stany Zjednoczone | Allegiant Stadium                | 86 466 / 86 466            | 25 784 512  |
| 27 sierpnia 2023    | Paradise        | Stany Zjednoczone | Allegiant Stadium                | 86 466 / 86 466            | 25 784 512  |
| 30 sierpnia 2023    | Santa Clara     | Stany Zjednoczone | Levi’s Stadium                   | 49 613 / 49 613            | 15 402 846  |
| 1 września 2023     | Inglewood       | Stany Zjednoczone | SoFi Stadium                     | 155 567 / 155 567          | 45 540 402  |
| 2 września 2023     | Inglewood       | Stany Zjednoczone | SoFi Stadium                     | 155 567 / 155 567          | 45 540 402  |
| 4 września 2023     | Inglewood       | Stany Zjednoczone | SoFi Stadium                     | 155 567 / 155 567          | 45 540 402  |
| 11 września 2023    | Vancouver       | Kanada            | BC Place                         | 38 342 / 38 342            | 7 900 024   |
| 14 września 2023    | Seattle         | Stany Zjednoczone | Lumen Field                      | 56 763 / 56 763            | 12 459 518  |
| 21 września 2023    | Arlington       | Stany Zjednoczone | AT&T Stadium                     | 52 953 / 52 953            | 13 849 491  |
| 23 września 2023    | Houston         | Stany Zjednoczone | NRG Stadium                      | 123 308 / 123 308          | 31 332 332  |
| 24 września 2023    | Houston         | Stany Zjednoczone | NRG Stadium                      | 123 308 / 123 308          | 31 332 332  |
| 27 września 2023    | Nowy Orlean     | Stany Zjednoczone | Caesars Superdome                | 49 265 / 49 265            | 10 802 708  |
| 1 października 2023 | Kansas City     | Stany Zjednoczone | GEHA Field at Arrowhead Stadium  | 53 150 / 53 150            | 9 290 057   |
| W sumie             | W sumie         | W sumie           | W sumie                          | 2 776 855 / 2 776 855      | 579 813 546 |